# Derrick Gibson
(en) Statistiques sur pro-football-reference
Derrick Gibson (né le 22 mars 1979 à Miami, Floride) est un joueur professionnel de football américain évoluant au poste safety qui joue toute sa carrière pour les Raiders d'Oakland de la National Football League. Il est drafté par les Raiders au premier tour (28e place) de la draft 2001 de la NFL. Il joue au football universitaire à l'université d'État de Floride.

## Carrière universitaire
Au niveau lycée, Gibson est choisi dans l'équipe All-American et évolue au lycée Killian de Miami. Il est classé septième meilleur joueur de l'État de Floride par de nombreux analystes. Il termine sa carrière universitaire avec 214 tackles, sept interceptions et 16 passes déviées.

### Statistiques universitaires

#### Défense et fumbles
|        | Tackles       | Tackles | Tackles | Tackles | Tackles | Def Int | Def Int | Def Int | Def Int | Def Int | Fumbles | Fumbles | Fumbles | Fumbles |    |    |     |    |    |
| Année  | Université    | Conf    | Class   | Pos     | MJ      | Solo    | Ast     | Tot     | Loss    | Sk      | Int     | Yds     | Avg     | TD      | PD | FR | Yds | TD | FF |
| ------ | ------------- | ------- | ------- | ------- | ------- | ------- | ------- | ------- | ------- | ------- | ------- | ------- | ------- | ------- | -- | -- | --- | -- | -- |
| 1997   | Florida State | ACC     |         | DB      | 11      |         |         |         |         |         | 0       | 0       |         | 0       |    |    |     |    |    |
| 1998   | Florida State | ACC     |         | DB      | 12      |         |         |         |         |         | 1       | 10      | 10.0    | 0       |    |    |     |    |    |
| 1999   | Florida State | ACC     |         | DB      | 11      |         |         |         |         |         | 4       | 40      | 10.0    | 0       |    |    |     |    |    |
| 2000   | Florida State | ACC     | SR      | DB      | 12      |         |         |         |         |         | 2       | 25      | 12.5    | 0       |    |    |     |    |    |
| Career | Florida State |         |         |         |         |         |         |         |         |         |         |         |         |         |    |    |     |    |    |

#### Points marqués
|        | Touchdowns    | Touchdowns | Touchdowns | Touchdowns | Touchdowns | Touchdowns | Touchdowns | Touchdowns | Kicking | Kicking |    |     |     |     |     |     |      |     |
| Année  | Université    | Conf       | Class      | Pos        | MJ         | Rush       | Rec        | Int        | FR      | PR      | KR | Oth | Tot | XPM | FGM | 2PM | Sfty | Pts |
| ------ | ------------- | ---------- | ---------- | ---------- | ---------- | ---------- | ---------- | ---------- | ------- | ------- | -- | --- | --- | --- | --- | --- | ---- | --- |
| 1997   | Florida State | ACC        |            | DB         | 11         |            |            | 0          |         | 1       |    |     | 1   |     |     |     |      | 6   |
| 1998   | Florida State | ACC        |            | DB         | 12         |            |            | 0          |         |         |    |     | 0   |     |     |     |      | 0   |
| 1999   | Florida State | ACC        |            | DB         | 11         |            |            | 0          |         |         |    |     | 0   |     |     |     |      | 0   |
| 2000   | Florida State | ACC        | SR         | DB         | 12         |            |            | 0          |         |         |    |     | 0   |     |     |     |      | 0   |
| Career | Florida State |            |            |            |            |            |            | 0          |         | 1       |    |     | 1   |     |     |     |      | 6   |

## Carrière professionnelle

### Résultats des tests prédraft
| 40 Yard Dash:     | *4.45 seconds    |
| 40 Yard (MPH):    | (MPH)            |
| 20 Yard Dash:     | (N/A) seconds    |
| 10 Yard Dash:     | (N/A) seconds    |
| Bench Press:      | 17 reps (225 lb) |
| Wonderlic:        | (N/A) (0-50)     |
| QB Ball Velocity: | (N/A) (MPH)      |

| Vertical Leap: | (N/A) inches  |
| Broad Jump:    | (N/A) inches  |
| 20 Yd Shuttle: | (N/A) seconds |
| Shuttle Split: | (N/A) seconds |
| Three Cone:    | (N/A) seconds |
| 60 Yd Shuttle: | (N/A) seconds |
| Four Square:   | (N/A) seconds |

Gibson est sélectionné au premier tour, en vingt-huitième position, de la draft 2001 de la NFL par les Raiders d'Oakland. Il y passe toute sa carrière de 2001 à 2006. N’atteignant jamais les espoirs placés en lui, son contrat est renégocié en 2005 pour un contrat minimum vétéran de 445000 dollars par an. Il devient réserviste lorsque les Raiders recrutent Michael Huff en 2006.
Gibson est libéré par les Raiders en 2006. La fin de sa carrière en NFL.

## Statistiques NFL
| Défense | Défense         | Défense | Défense | Défense | Défense | Défense | Défense | Défense       | Défense       | Défense       | Défense       | Défense       | Défense       |
|         |                 |         | Tackles | Tackles | Tackles |         |         | Interceptions | Interceptions | Interceptions | Interceptions | Interceptions | Interceptions |
| Année   | Équipe          | MJ      | Comb    | Total   | Ast     | Sck     | SFTY    | PDef          | Int           | TDs           | Yds           | Avg           | Lng           |
| ------- | --------------- | ------- | ------- | ------- | ------- | ------- | ------- | ------------- | ------------- | ------------- | ------------- | ------------- | ------------- |
| 2006    | Oakland Raiders | 16      | 10      | 7       | 3       | 0.0     | --      | 0             | --            | --            | --            | 0.0           | --            |
|         |                 |         |         |         |         |         |         |               |               |               |               |               |               |
| 2005    | Oakland Raiders | 6       | 35      | 30      | 5       | 1.0     | --      | 3             | --            | --            | --            | 0.0           | --            |
|         |                 |         |         |         |         |         |         |               |               |               |               |               |               |
| 2004    | Oakland Raiders | 0       | 0       | --      | --      | --      | --      | --            | --            | --            | --            | 0.0           | --            |
|         |                 |         |         |         |         |         |         |               |               |               |               |               |               |
| 2003    | Oakland Raiders | 15      | 67      | 55      | 12      | 1.0     | --      | 1             | 2             | 0             | 16            | 8.0           | 11            |
|         |                 |         |         |         |         |         |         |               |               |               |               |               |               |
| 2002    | Oakland Raiders | 16      | 66      | 52      | 14      | 0.0     | --      | 4             | --            | --            | --            | 0.0           | --            |
|         |                 |         |         |         |         |         |         |               |               |               |               |               |               |
| 2001    | Oakland Raiders | 16      | 16      | 15      | 1       | 0.0     | --      | 3             | 1             | 0             | 9             | 9.0           | 9             |
|         |                 |         |         |         |         |         |         |               |               |               |               |               |               |
| TOTAL   | TOTAL           | 69      | 194     | 159     | 35      | 2.0     | 0       | 11            | 3             | 0             | 25            | --            | 11            |

| FUMBLES | FUMBLES         | FUMBLES | FUMBLES | FUMBLES | FUMBLES | FUMBLES | FUMBLES | FUMBLES | FUMBLES | FUMBLES | FUMBLES | FUMBLES | FUMBLES |
| Année   | Équipe          | MJ      | FUM     | Lost    | FF      | Rec     | Rec     | Yds     | Yds     | TD      | OOB     | Sfty    | TB      |
| ------- | --------------- | ------- | ------- | ------- | ------- | ------- | ------- | ------- | ------- | ------- | ------- | ------- | ------- |
| 2006    | Oakland Raiders | 16      | --      | --      | 0       | --      | --      | --      | --      | --      | --      | --      | --      |
|         |                 |         |         |         |         |         |         |         |         |         |         |         |         |
| 2005    | Oakland Raiders | 6       | --      | --      | 0       | --      | 1       | --      | 0       | 0       | --      | --      | --      |
|         |                 |         |         |         |         |         |         |         |         |         |         |         |         |
| 2004    | Oakland Raiders | 0       | --      | --      | --      | --      | --      | --      | --      | --      | --      | --      | --      |
|         |                 |         |         |         |         |         |         |         |         |         |         |         |         |
| 2003    | Oakland Raiders | 15      | 1       | 1       | 1       | --      | --      | --      | --      | --      | 0       | 0       | 0       |
|         |                 |         |         |         |         |         |         |         |         |         |         |         |         |
| 2002    | Oakland Raiders | 16      | --      | --      | 0       | 1       | --      | 0       | --      | --      | --      | --      | --      |
|         |                 |         |         |         |         |         |         |         |         |         |         |         |         |
| 2001    | Oakland Raiders | 16      | --      | --      | 0       | --      | --      | --      | --      | --      | --      | --      | --      |
|         |                 |         |         |         |         |         |         |         |         |         |         |         |         |
| TOTAL   | TOTAL           | 69      | 1       | 1       | 1       | 1       | 1       | 0       | 0       | 0       | 0       | 0       | 0       |